# Пять пальцев (фильм, 1952)
«Пять пальцев» (англ. Five Fingers) — американский шпионский фильм Джозефа Лео Манкевича, снятый по книге «Операция Цицерон» (нем. Der Fall Cicero) Людвига Карла Мойзиша, повествующей о нацистском атташе Германии в Анкаре. Главную роль сыграл Джеймс Мэйсон.
Книга и фильм основаны на реальной истории шпиона Эльяса Базна, который, будучи камердинером британского посла в Турции, работал на нацистов в 1943—1944 годах. Используя псевдоним «Цицерон», Базна продал немецкой разведке фотокопии 35 сверхсекретных документов, включая планы высадки войск союзников в Нормандии. Хотя Германия заплатила ему огромные по тем временам 300 тысяч фунтов стерлингов (которые, как выяснилось позднее, оказались фальшивыми), внутренняя борьба внутри германского командования привела к тому, что полученные материалы так и не были использованы. Военный атташе Германии Л. К. Мойзиш написал об этой истории книгу, которая была опубликована в 1949 году и легла в основу сценария, который написали Майкл Уилсон и Джозеф Манкевич.

## Сюжет
В Турции в 1944 году посол Германии Франц фон Папен и его британский коллега Фредерик Тейлор присутствуют на приёме. Там они знакомятся с вдовой и французской графиней Анной Стависки, которая за определённую плату предлагает свои услуги в качестве шпионки, но ей отказывают.
Незнакомый человек подходит к атташе Германии Мойзишу и предлагает ему секретные британские документы за 20 000 £. Никто не догадывается, что этот неизвестный (Диелло) — личный камердинер сэра Фредерика.
Документы, украденные из сейфа сэра Фредерика и сфотографированные Диелло, оказались подлинными. Он получает кодовое имя «Цицерон» и предложение работать на немецкую разведку. Цицерон даёт свои деньги Анне для хранения при условии, что та разрешит ему использовать новую виллу в качестве места встреч для проведения сделок. Позже он рассказывает о своих чувствах к девушке и мечте жить с ней в Южной Америке, а та даёт ему пощёчину.
Мойзиша вызывают в Берлин на встречу с генералом Кальтенбруннером, который начинает сомневаться в верности Цицерона. Позже происходит бомбардировка союзниками румынского нефтеперерабатывающего завода, о чём было написано в документах, переданных Диелло. Полковник фон Рихтер отправляется в Анкару для переговоров с загадочным Диелло, а одновременно британский контрразведчик Колин Траверс пытается выяснить его личность.
Диелло понимает, что он может быть убит или схвачен одной из сторон, поэтому решает уехать в Южную Америку. Перед отъездом он узнаёт, что Анна украла всего его деньги и едет в Швейцарию. Анна отправляет письмо сэру Фредерику, в котором выдаёт своего партнёра и расскрывает его личность.
Цицерон находится в бегах, требуя от немцев 100 000 £ за фотографию плана «Дня Д», которую он сделал во вскрытом сейфе. Он получает деньги и сбегает. Анна пишет второе письмо, в котором дезинформирует немцев о том, что Диелло работает на британскую разведку. Немцы после письма расценивают переданные Диелло данные как ненадёжные.
Диелло уезжает в Рио-де-Жанейро, где наслаждается новой свободной жизнью. Однако бразильская полиция арестовывает его после того, как он расплатился фальшивыми деньгами. Его утешает лишь то, что у Анны также фальшивые деньги.

## В ролях

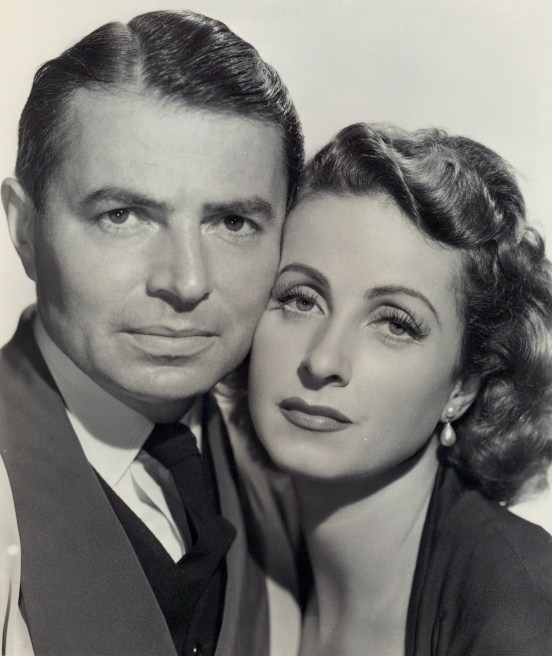
Джеймс Мэйсон и Даниэль Дарьё в Пять пальцев (кадр)

| Актёр           | Роль                             |
| --------------- | -------------------------------- |
| Джеймс Мэйсон   | агент Улисс Диелло (Эльяс Базна) |
| Даниэль Дарьё   | графиня Анна Стависки            |
| Майкл Ренни     | Колин Трэверс                    |
| Уолтер Хэмпден  | Людвиг Карл Мойзиш               |
| Оскар Карлвейс  | сэр Фредерик Тейлор              |
| Герберт Бергхоф | полковник фон Рихтер             |
| Джон Венграф    | граф Франц фон Папен             |
| Бен Астар       | Зиберт                           |
| Роджер Плауден  | Макфадден                        |

## Производство
Манкевич решил снимать фильм на натуре в Турции, собрав отличный актёрский состав во главе с Джеймсом Мейсоном и Даниель Дарье.

## Награды
Фильм получил «Золотой глобус» за лучший сценарий Уилсона и премию «Эдгар» за лучший кинофильм.
Он также был номинирован на две премии Американской киноакадемии: за лучшую режиссуру (Манкевич) и за лучший адаптированный сценарий (Уилсон). Гильдия режиссёров Америки номинировала Манкевича в категории за лучшую режиссурскую работу — Художественный фильм, а гильдия сценаристов США номинировала Уилсона на премию за лучший драматический сценарий.

## Критика
По словам Шипмана, «с такими актёрами в главных ролях фильм получился как умным, так и увлекательным». Как отметил историк кино Фрэнк Миллер, «неудивительно, что со съёмочной группой столь высокого качества фильм завоевал восторженные отзывы критиков». Так, Босли Краузер в «Нью-Йорк Таймс» назвал его «грамотным зрелищем» и «таким же шикарным шпионским триллером, как и безупречные работы Грэма Грина или Альфреда Хичкока». По словам критика, Уилсон и Манкевич сделали из шпионской истории нечто «гораздо больше, включив в неё удивительно спокойный и изысканный роман между нашим героем и польской графиней, который превращает колоритную мелодраму в содержательную, полноценную приключенческую историю». Как Манкевич уже продемонстрировал во «Всё о Еве», «он гораздо сильнее работает с текстом, чем с действием, и его превосходство в разговорной постановке вновь очевидно и здесь. Его острые сцены — сцены величайшего напряжения и восхитительно умной неожиданности — развиваются через умение актёров держать себя и их владение отличным текстом, без обычной в таких случаях опоры на визуальные трюки».

## Адаптации
В 1959—1960 годах выходил одноимённый телесериал-адаптация в главных ролях с Дэвидом Хедисоном и Лучаной Палуцци.